# أم عدسة خليلية
أم عدسة خليلية قرية سوريّة تتبع إداريّاً لمحافظة حلب منطقة منبج ناحية خفسة، بلغ تعداد سكانها (881) نسمة حسب التعداد السكاني لعام 2004.